# Budapesti katonai épületek listája
Az alábbi lista a Budapesti katonai épületeket tartalmazza kerületi elosztásban.

## I. kerület
| Kép                                                             | Név                              | Cím                                                                        | Építés ideje | Tervező                                                    | Stílus       | Megjegyzés |
| --------------------------------------------------------------- | -------------------------------- | -------------------------------------------------------------------------- | ------------ | ---------------------------------------------------------- | ------------ | --- |
|                                                                 | Ferdinánd Laktanya               | Budapest, Kapisztrán tér 2-4                                               | 1844–1847    | Leopold Freiherr von Fürstenwärther-Burgsassen zu Oberbach | klasszicista | 2023-ig a Hadtörténeti Intézet és Múzeum működött benne. |
|                                                                 | Honvédelmi Minisztérium palotája | Budapest, Szent György tér 3.                                              | 1879–1881    | Kallina Mór                                                | historizáló  | Budapest ostroma során jelentős károkat szenvedett. A minisztérium palotáját a romeltakarítást követően elbontották. |
|                                                                 | Honvéd Főparancsnokság           | Budapest, Dísz tér 17.                                                     | 1895–1897    | Kallina Mór                                                | historizáló  | Budapest ostroma során jelentős károkat szenvedett. A főparancsnokság épületéről a kupolát és a felső két emeletet visszabontották és évtizedekig torzóként állt a Dísz téren. 2012 és 2014 között részlegesen felújították. |
| Archiválva 2020. szeptember 20-i dátummal a Wayback Machine-ben | Darabont testőrségi laktanya     | Budapest, Dózsa György tér                                                 | 19. sz.      |                                                            | historizáló  | A Dózsa György tér oldalán állt épületpár bal oldali tagja. Mindkét épület Budapest ostroma során súlyosan megsérült, maradványaik felhasználásával modern ikerházak épültek a helyükre.                                     |
|                                                                 | Udvarlaki őrségépület            | Budapest, a Szent György utcából kiinduló palota-főútvonal nyugati oldalán | 19. sz.      |                                                            | historizáló  | A második világháború utáni helyreállítási munkák során került elbontásra. |

## II. kerület
| Kép | Név               | Cím                     | Építés ideje | Tervező                               | Stílus      | Megjegyzés                                             |
| --- | ----------------- | ----------------------- | ------------ | ------------------------------------- | ----------- | ------------------------------------------------------ |
|     | Hadapród Iskola   | Budapest, Riadó utca 5. | 1897         | nem ismert                            | historizáló | Átalakítva Akadémia Park Officium Irodaházként üzemel. |
|     | Radetzky-laktanya | Budapest, Bem tér 3.    | 1897         | Benedicty József és Neuschloss Károly | historizáló |                                                        |

## IV. kerület
| Kép | Név                                                        | Cím                          | Építés ideje | Tervező | Stílus | Megjegyzés                                                        |
| --- | ---------------------------------------------------------- | ---------------------------- | ------------ | ------- | ------ | ----------------------------------------------------------------- |
|     | a Honvéd Folyami Flottilla bázisa / Petőfi Sándor laktanya | Budapest, Külső Váci út 119. |              |         |        | 2001-ben zárt be. Az épületeket 2017-től fokozatosan elbontották. |

## V. kerület
| Kép | Név                               | Cím                          | Építés ideje | Tervező                              | Stílus       | Megjegyzés |
| --- | --------------------------------- | ---------------------------- | ------------ | ------------------------------------ | ------------ | --- |
|     | Újépület                          | Budapest, Szabadság tér      | 1786–1793    | Isidore Canevale                     | klasszicista | A kiegyezés után felmerült az épület nyomda, majd városi árvaház céljára való hasznosítása, de végül 1897-ben lebontották. Helyén alakították ki a mai Szabadság teret. |
|     | Károly laktanya                   | Budapest, Városház utca 9.   | 1716–1747    | Hölbling János és Fortunato de Prati | barokk?      | később Központi Városháza, ma Fővárosi Önkormányzat épülete |
|     | a Honvédelmi Minisztérium épülete | Budapest, Balaton utca 7-11. | 1949–1950    | Lauber László és Nyíri István        | modern       | |

## VIII. kerület
| Kép | Név                                                                     | Cím                     | Építés ideje | Tervező        | Stílus       | Megjegyzés                                               |
| --- | ----------------------------------------------------------------------- | ----------------------- | ------------ | -------------- | ------------ | -------------------------------------------------------- |
|     | Magyar Királyi Honvéd Ludovika Akadémia                                 | Budapest, Ludovika tér  | 1831–1836    | Pollack Mihály | klasszicista |                                                          |
|     | Honvéd Lovassági Laktanya / József főherceg nevét viselő huszárlaktanya | Budapest, Üllői út 102. | 1895/1898 k. |                | historizáló  | később itt működött az Állami Pénzverde egészen 2004-ig. |

## IX. kerület
| Kép | Név                                                                   | Cím                                                         | Építés ideje     | Tervező     | Stílus       | Megjegyzés |
| --- | --------------------------------------------------------------------- | ----------------------------------------------------------- | ---------------- | ----------- | ------------ | --- |
|     | Kilián laktanya                                                       | Budapest, Üllői út 45–51.                                   | 1843–1845        | Hild József | klasszicista | |
|     | Fuchs-laktanya                                                        | Budapest, Haller u.                                         | kb. 1890-es évek |             | historizáló  | |
|     | Gróf Nádasdy-laktanya                                                 | Budapest, Haller utca 7-9.                                  | kb. 1890-es évek |             | historizáló  | |
|     | Magyar Királyi Honvéd Gyalogsági Laktanya (I. Ferenc József laktanya) | Üllői út 131.                                               | 1898             |             | historizáló  | 2008-ban elbontották. Helyén ma az MVM Dome (Budapesti Multifunkcionális Sportcsarnok) áll.                                  |
|     | Tüzérségi Anyagraktár                                                 | Illatos út                                                  |                  |             |              | |
|     | „Laudon Tüzérségi Laktanya”                                           | Timót utca / Gubacsi út (keleti oldal)                      |                  |             |              | |
|     | Császári és Királyi Katonai Társszekér Raktár                         | Soroksári út 152. / Timót utca / Gubacsi út (nyugati oldal) |                  |             |              | A Fegyver- és Gázkészülékgyár (FÉG) mellett. Ma a Magyar Honvédség Logisztikai Támogató Parancsnokság használja a területet. |
|     | Császári és Királyi Katonai Széna Raktár                              | Soroksári út (nyugati oldal)                                |                  |             |              | |

## X. kerület
| Kép | Név                                                                                    | Cím                                           | Építés ideje | Tervező                       | Stílus      | Megjegyzés                              |
| --- | -------------------------------------------------------------------------------------- | --------------------------------------------- | ------------ | ----------------------------- | ----------- | --------------------------------------- |
|     | Ferenc József Lovassági Laktanya                                                       | Budapest, Kerepesi út 47-49. / Hungária körút | 1884–1886    |                               | historizáló | jelenleg a Készenléti Rendőrség bázisa. |
|     | Gróf Pálffy János Tüzérségi Laktanya                                                   | Budapest, Hungária körút                      | 1896–1898    | Orczy Gyula és Panuska László | historizáló |                                         |
|     | Andrássy Gyula Tüzérségi Laktanya / Császári és Királyi IV. Hadtest Tüzérségi Laktanya | Budapest, Hungária körút                      | 1896–1898    | Orczy Gyula és Panuska László | historizáló |                                         |

## XI. kerület
| Kép | Név                                                                           | Cím                            | Építés ideje | Tervező    | Stílus      | Megjegyzés                                           |
| --- | ----------------------------------------------------------------------------- | ------------------------------ | ------------ | ---------- | ----------- | ---------------------------------------------------- |
|     | Citadella                                                                     | Budapest, Gellért-hegye teteje | 1854         |            | romantikus? |                                                      |
|     | magyar királyi 29-es és 30-as gyalogsági ezredet honvéd gyalogsági laktanyája | Budapest, Budaörsi út          | 1913–1916    | Lipták Pál | historizáló | ma: Petőfi Sándor laktanya                           |
|     | Várkapitányság                                                                | Budapest, Daróczi út 3.        | 1901–1904    |            | historizáló | ma: NÖF Nemzeti Örökségvédelmi Fejlesztési Nonprofit |

## XII. kerület
| Kép | Név                  | Cím                          | Építés ideje     | Tervező  | Stílus      | Megjegyzés |
| --- | -------------------- | ---------------------------- | ---------------- | -------- | ----------- | ---------- |
|     | Csendőrségi laktanya | Budapest, Böszörményi út 21. | Benedicty József | kb. 1900 | historizáló |            |

## XIII. kerület
| Kép | Név                                       | Cím                                                                        | Építés ideje | Tervező | Stílus      | Megjegyzés                                                           |
| --- | ----------------------------------------- | -------------------------------------------------------------------------- | ------------ | ------- | ----------- | -------------------------------------------------------------------- |
|     | Honvédkórház                              | Budapest, Róbert Károly körút 44.                                          | 1899         |         | historizáló | Ma: Magyar Honvédség Egészségügyi Központ                            |
|     | Császári és Királyi Szekerészeti Laktanya | Budapest, Dózsa György út 51-53. = Lehel u. [?] = Tüzér u. [?]             | 1908 előtt   |         | historizáló | a Budapesti Honvéd Sportegyesület használja                          |
|     | Albert Főherceg Laktanya                  | Budapest, Dózsa György út 49. = Lehel u. [?] = Aba u. [?]                  | 1908 előtt   |         | historizáló |                                                                      |
|     | Vilmos Főherceg Laktanya                  | Budapest, Róbert Károly körút 53. = Tüzér u. = Gidófalvy Lajos u           | 19. sz.      |         | historizáló | Mándy Iván Szakképző Iskola és Szakiskola is használja a telephelyet |
|     | Császári és Királyi Élelmezési Raktárak   | Budapest, Szabolcs u. 37-43. ? = Aba u. [?] = Hun u. [?] = Lehel u. [?]    | 1908 előtt   |         | historizáló |                                                                      |
|     | Katonai Ágyraktár                         | Budapest, Róbert Károly körút 55. ? = Gidófalvy Lajos u. = Kassák Lajos u. | 1908 előtt   |         | historizáló |                                                                      |
|     | katonai sütöde                            | Budapest, Szabolcs u. 45. = Hun u. = Lehel u.                              | 1908 előtt   |         | historizáló |                                                                      |

## XVI. kerület
| Kép | Név                                      | Cím                      | Építés ideje | Tervező | Stílus | Megjegyzés |
| --- | ---------------------------------------- | ------------------------ | ------------ | ------- | ------ | ---------- |
|     | Magyar Honvédség Anyagellátó Raktárbázis | Budapest, Ballada u. 28. |              |         |        |            |

## XXII. kerület
| Kép | Név              | Cím                               | Építés ideje | Tervező | Stílus      | Megjegyzés |
| --- | ---------------- | --------------------------------- | ------------ | ------- | ----------- | ---------- |
|     | Hunyadi laktanya | Budapest, Ártér u. (Háros-sziget) | kb. 1900     |         | historizáló |            |